# Hypena subviolacea
Hypena subviolacea är en fjärilsart som beskrevs av Butler 1880. Hypena subviolacea ingår i släktet Hypena och familjen nattflyn. Inga underarter finns listade i Catalogue of Life.